# Fíntias (rei da Messênia)
Fíntias, filho de Síbotas, foi um rei da Messênia.
Fíntias sucedeu a seu pai Síbotas como rei da Messênia.
Durante o seu reinado, pela primeira vez, os messênios enviaram ofertas e um coro masculino para o santuário de Apolo em Delfos. O hino ao deus foi composto por Eumelo; este é o único poema de Eumelo que era considerado genuíno à época de Pausânias (século II d.C.).
Durante o reinado de Fíntias começaram os problemas entre Esparta e a Messênia., envolvendo Teleclo, rei ágida de Esparta.
Segundo os espartanos, Teleclo foi assassinado pelos messênios, em Limnatis, um santuário dório compartilhado pelos messênios e os lacedemônios. Virgens espartanas que estavam no festival foram violadas pelos messênios, Teleclo morreu tentando defendê-las, e elas cometeram suicídio.
Segundo os messênios, Teleclo levou rapazes espartanos sem barba e vestidos de mulher para o santuário, com intenção de matar os messênios quando estes estivessem descansando, mas os messênios reagiram e mataram os rapazes e o rei.
A Primeira Guerra Messênia, entre Esparta e a Messênia, começou na geração seguinte, quando a Messênia era governada por Antíoco e Androcles, filhos de Fíntias.